# Eugène De Seyn
Eugène De Seyn (1880-1971) est un écrivain belge d’expression française et néerlandaise.
Il est le fils de Hendrik De Seyn-Verhougstraete (1847-1926), libraire et éditeur à Roulers, puis à Alost, et le petit-fils de Jan De Seyn (1805-1893), instituteur et poète, .
Eugène De Seyn est l’auteur de plusieurs dictionnaires en rapport avec la Belgique.  Il était l’ami des artistes et il avait annoncé dans ses dictionnaires non seulement l’existence de certains d’entre eux mais aussi le retentissement que leur œuvre allait avoir plus tard.
Il utilisait parfois un pseudonyme.

## Œuvres
- Dessinateurs, graveurs et peintres des anciens Pays-Bas : écoles flamande et hollandaise, s.d.
- Dictionnaire de l’histoire de Belgique, s.d.
- Dictionnaire historique et géographique des communes belges (2 vol.), 1924; 1933-1934
- Dictionnaire des écrivains belges : bio-bibliographie (2 vols.), 1932
- Vlaamsche legenden, 1933
- Dictionnaire biographique des Sciences, des Lettres et des Arts en Belgique (2 vol.), 1935-1937

Et sous le pseudonyme d’Eugène Droulers
- Dictionnaire des attributs, allégories emblèmes et symboles.